# Aconitum tschangbaischanense
Aconitum tschangbaischanense là một loài thực vật có hoa trong họ Mao lương. Loài này được S.H.Li & Y.H.Huang mô tả khoa học đầu tiên năm 1975.